# Emilio Rodríguez
Emilio Rodríguez (ur. 28 listopada 1923 w Puenteareas; zm. 21 lutego 1984) – hiszpański kolarz szosowy startujący wśród zawodowców w latach 1946–1957. Zwycięzca Vuelta a España (1950).

## Najważniejsze zwycięstwa
- 1947 - Dookoła Katalonii, Vuelta a Asturias
- 1948 - Dookoła Katalonii, Volta a la Comunitat Valenciana
- 1950 - pięć etapów i klasyfikacja generalna Vuelta a España